# اف-دروید
اف-دروید (به انگلیسی: F-Droid) مخزن نرم‌افزاری برای برنامه‌های اندروید است، مشابه گوگل پلی کار می‌کند ولی فقط شامل نرم‌افزارهای آزاد و متن‌باز است. برنامه‌های اف-دروید می‌توانند از طریق وب‌گاه اف-دروید یا از برنامهٔ کلاینت اف-دروید نصب شوند.